# Kringsjå stasjon

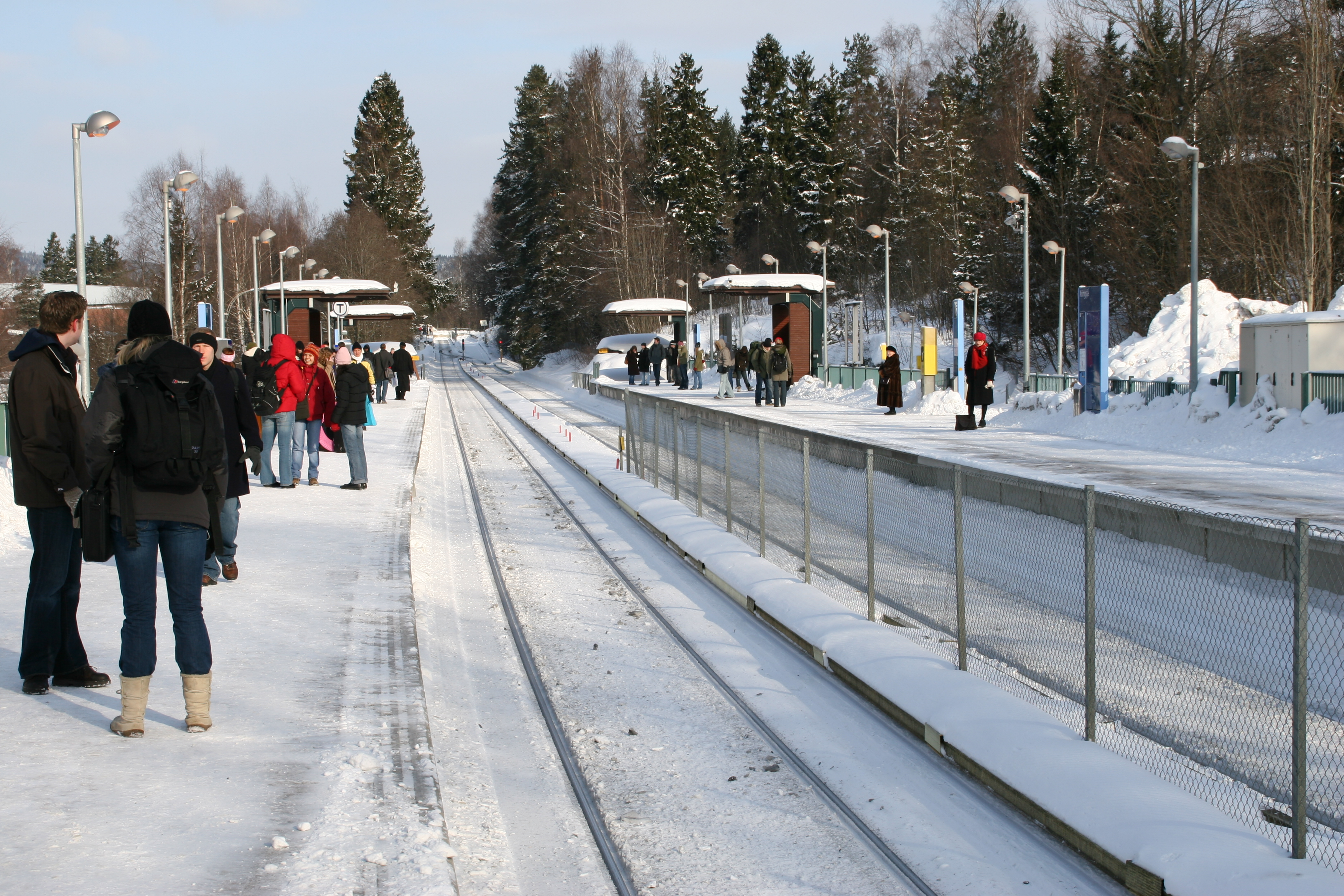
Kringsjå stasjon i mars 2006

Kringsjå stasjon är en tunnelbanestation i Oslo. Det är den näst sista stationen på Sognsvannsbanen och trafikeras av linje 5. Den ligger nära Kringsjå studenthem och Fjellbirkeland studenthem. Stationen öppnades 10 oktober 1934.